# Municipio de Beale
El municipio de Beale (en inglés: Beale Township) es un municipio ubicado en el condado de Juniata en el estado estadounidense de Pensilvania. En el año 2020 tenía una población de 768 habitantes y una densidad poblacional de 13.6 personas por km².

## Geografía
El municipio de Beale se encuentra ubicado en las coordenadas 40°31′00″N 77°28′59″O / 40.51667, -77.48306.

## Demografía
Según la Oficina del Censo en 2000 los ingresos medios por hogar en la localidad eran de $41,458 y los ingresos medios por familia eran de $43,625. Los hombres tenían unos ingresos medios de $31,087 frente a los $21,818 para las mujeres. La renta per cápita de la localidad era de $16,988. Alrededor del 7,4% de la población estaba por debajo del umbral de pobreza.